# Таміка співоча
Та́міка співоча (Cisticola cantans) — вид горобцеподібних птахів родини тамікових (Cisticolidae). Мешкає в Африці на південь від Сахари.

## Опис
Довжина птаха становить 13,5 см. Верхня частина тіла сірувата, нижня частина тіла білувата, тім'я і махові пера світло-коричневі, горло біле, дзьоб чорний, лапи оранжеві.

## Підвиди
Виділяють сім підвидів:
- C. c. swanzii (Sharpe, 1870) — від Сенегалу і Гамбії до центральної Нігерії;
- C. c. concolor (Heuglin, 1869) — від північної Нігерії до Судану;
- C. c. adamauae Reichenow, 1910 — Камерун, Республіка Конго і північний захід ДР Конго;
- C. c. cantans (Heuglin, 1869) — Еритрея і Ефіопія;
- C. c. belli Ogilvie-Grant, 1908 — ЦАР, північ і схід ДР Конго, Уганда, північний захід Танзанії;
- C. c. pictipennis Madarász, 1904 — Кенія і північна Танзанія;
- C. c. muenzneri Reichenow, 1916 — від південної Танзанії до Зімбабве і Мозамбіку.

## Поширення і екологія
Співочі таміки живуть в субтропічних і тропічних сухих лісах і чагарникових заростях.